# NGC 141
NGC 141 là một thiên hà xoắn ốc trong chòm sao Song Ngư. Được phát hiện bởi Albert Marth vào ngày 29 tháng 8 năm 1864, nó cách khoảng 525 triệu năm ánh sáng và có chiều dài khoảng 100.000 năm ánh sáng.